# Saudi-Arabiens håndboldlandshold (herrer)
Saudi-Arabiens håndboldlandshold for mænd er det mandlige landshold i håndbold for Saudi-Arabien. Det repræsenterer landet i internationale håndboldturneringer.

## Resultater

### VM
- 1997 – 21. plads
- 1999 – 22. plads
- 2001 – 21. plads
- 2003 – 19. plads
- 2009 – 23. plads
- 2013 – 19. plads
- 2015 – 22. plads
- 2017 – 20. plads
- 2019 – 21. plads
- 2021 – Ikke kvalificeret
- 2023 – 29. plads

### Asienmesterskabet
- 1977: 8.-plads
- 1979: Ikke Kvalificeret
- 1983: 5.-plads
- 1987: Ikke Kvalificeret
- 1989: 5.-plads
- 1991: 10.-plads
- 1993: 4.-plads
- 1995: Ikke Kvalificeret
- 2000: Deltog ikke
- 2003:  Bronze
- 2004: 5.-plads
- 2006: Deltog ikke
- 2008:  Bronze
- 2010: 4.-plads
- 2012:  Bronze
- 2014: 6.-plads
- 2016: 4.-plads
- 2018: 4.-plads